# Hirriusa variegata
Hirriusa variegata là một loài nhện trong họ Philodromidae.
Loài này thuộc chi Hirriusa. Hirriusa variegata được Eugène Simon miêu tả năm 1895.